# My Little Pony: Pony Life
My Little Pony: Pony Life es una serie de televisión infantil animada irlandesa-estadounidense basada en la franquicia My Little Pony de Hasbro. Es un sucesor y derivado de My Little Pony: La magia de la amistad de 2010 y la cuarta serie animada basada en la franquicia en general. La serie fue producida por Entertainment One, en colaboración con Boulder Media, y presenta un nuevo estilo de animación y una narrativa de la vida. La serie también se centra en un tema más cómico que su predecesor. A diferencia de La Magia de la Amistad, cada episodio dura 11 minutos y consta de dos segmentos de cinco minutos.
La serie se estrenó en los Estados Unidos el 7 de noviembre de 2020 en Discovery Family, en Canadá el 21 de junio de 2020 en Treehouse TV y en África el 16 de noviembre de 2020 en Boomerang.
La serie finalizó el 22 de mayo de 2021 en los Estados Unidos con 2 temporadas y 40 episodios.

## Trama
El escenario principal de Pony Life es Sugarcube Corner, una panadería operada por Pinkie Pie, que ella y sus amigas de Friendship Is Magic, Applejack, Rainbow Dash, Twilight Sparkle, Rarity y Fluttershy suelen usar como lugar de reunión. La serie explora historias cómicas, parte de la vida que experimentan, principalmente mientras pasan el rato en Sugarcube Corner. La serie utiliza un estilo artístico basado en el chibi japonés. Como reinicio, no tiene continuidad con Friendship Is Magic. Esto permite la existencia de nuevos personajes como el hermano de Pinkie Pie, Octavio Pie, así como la adaptación de otros personajes de la serie original.

## Reparto de voz

### Reparto principal
Con la excepción de Cathy Weseluck, quien prestó su voz a Spike, los actores de voz principales de My Little Pony: La magia de la amistad repiten sus papeles en Pony Life.
- Tara Strong como Twilight Sparkle (violeta)
- Ashleigh Ball como Applejack (naranja) y Rainbow Dash (celeste)
- Andrea Libman como Fluttershy (amarillo) y Pinkie Pie (rosa)
- Tabitha St. Germain como Rarity (blanca) y Spike (morado)[6]

### Reparto secundario
- Nicole Oliver como la Princesa Celestia (blanca) y Cheerilee
- Kyle Rideout como Dishwater Slog
- Andrew McNee como Bubbles Cherub McSquee
- Andrea Libman como Buttershy y Matt 2
- Daniel Doheny como Derek y Matt 1
- Tabitha St. Germain como Smallfry, Karen y Muffins
- Trevor Devall como Fancy Pants
- Madeleine Peters como Scootaloo (naranja)
- Michelle Creber como Apple Bloom (amarilla)
- Claire Corlett como Sweetie Belle (blanca)
- Peter New como Discord[7] y Big McIntosh
- Kathleen Barr como Trixie Lulamoon (azul cielo)
- Ryan Beil como Finn Tastic
- Chanelle Peloso como Potion Nova
- Lili Beaudoin como Minty
- Jesse Inocalla como Octavio Pie
- Richard Ian Cox como Snails
- Ian Hanlin como Snips[8]
- Michael Dobson como Bulk Biceps
- Luc Roderique como Herd Happily y Curtain Call
- Peter Kelamis como Saddle Bags
- Laara Sadiq como Natalie
- Rebecca Shoichet como Twilight Sparkle (voz cantante) y Pulverizer
- Britt McKillip como la Princesa Cadance
- Bethany Brown como Lightning Chill
- Connor Parnall como Echo
- Ana Sani como Sugar Snap
- Samuel Vincent como Flim
- Scott McNeil como Flam
- Andrew Francis como Shining Armor
- Tina Grant como Chamomilia

## Estreno
My Little Pony: Pony Life estaba originalmente programada para estrenarse en Discovery Family en los Estados Unidos el 13 de junio de 2020, pero se pospuso para una fecha posterior en el verano de ese año. Sin embargo, el 12 de octubre de 2020, una promoción reveló que el programa se estrenaría el 7 de noviembre de 2020. También se han subido clips de varios episodios al canal de YouTube de MLP. El 10 de septiembre de 2020, se anunció oficialmente que se lanzaría en YouTube con una fecha desconocida, que figura como "próximamente". El 17 de septiembre de 2020, se informó que se estaba produciendo una segunda temporada.
En Canadá, la serie se estrenó en Treehouse TV el 21 de junio de 2020.
La serie se estrenó en Boomerang en Australia y Nueva Zelanda el 1 de agosto de 2020.
En Francia, la serie se estrenó en Gulli el 29 de agosto de 2020.
En Irlanda y el Reino Unido, la serie se estrenó en Tiny Pop el 1 de septiembre de 2020.
En Polonia, la serie se estrenó en MiniMini+ el 7 de septiembre de 2020.
La serie se estrenó en 9Go! en Australia el 21 de septiembre de 2020.
En el sudeste asiático, la serie se estrenó en Boomerang el 3 de octubre de 2020.
En Alemania, la serie se estrenó en Disney Channel el 10 de octubre de 2020.
En Finlandia, la serie se estrenó en Nelonen el 20 de octubre de 2020.
En los Estados Unidos, la serie se estrenó en Discovery Family el 7 de noviembre de 2020.
En México, la serie se estrenó en Azteca 7 el 9 de noviembre de 2020.
En África, la serie se estrenó en Boomerang el 16 de noviembre de 2020.
En Singapur, la serie se estrenó en el Canal 5 el 21 de noviembre de 2020.
En Latinoamérica, la serie se estrenó en Discovery Kids el 7 de diciembre de 2020.
En Tailandia, la serie se estrenó en Boomerang el 13 de marzo de 2021.
En Ecuador, la serie se estrenó en TC Televisión el 16 de octubre de 2021.
La serie se emitió regularmente por última vez en Discovery Family en septiembre de 2023. A pesar de eso, el canal aún posee los derechos de transmisión de la serie.

## Novedades
En esta nueva generación hay algunas novedades respecto a los personajes y serie en sí:
- Fluttershy se puede agrandar o achicar según sus emociones.
- Pinkie Pie es capaz de inflarse similando un globo y reventar transformándose en confeti.
- Twilight Sparkle es capaz de romperse similando a un vidrio.

Estas características, luego de pasar el momento, los personajes han de volver a su forma original.

### En la serie
- Los personajes son representados en un estilo chibi.
- Casi todos los capítulos se sitúan en la casa de Pinkie Pie.
- Hay algunos personajes nunca antes vistos, mientras que hay otros que han vuelto a dar una aparición.